# Laguna del Campillo
La laguna del Campillo se sitúa en el parque regional del Sureste, en el municipio español de Rivas-Vaciamadrid, en la Comunidad de Madrid. El origen de esta laguna se debe a la antigua explotación de áridos (gravas) que durante las décadas de 1960 y 1970 se llevó a cabo en la cuenca del río Jarama: se excavó por debajo del nivel freático y al cesar la     actividad y restaurar el entorno ha surgido este espacio que tiene en torno a los 4 kilómetros de diámetro y 35 hectáreas de superficie. Después de la de El Porcal, es la laguna de mayor extensión de las existentes en el parque regional del Sureste.

## Ferrocarril turístico
Antiguamente el trazado del ferrocarril del Tajuña, inaugurado originalmente en 1886, pasaba junto a la laguna. Tras la clausura de este, en 1997, se puso en marcha un servicio turístico que circula entre la estación de La Poveda y las inmediaciones de la laguna del Campillo, donde se habilitó un apartadero. El denominado «Tren de Arganda» emplea para esta ruta material ferroviario de carácter histórico.

## Acceso
Se ubica a dos kilómetros del casco urbano de Rivas-Vaciamadrid, pudiéndose acceder a la zona en metro a través de la estación de Rivas Vaciamadrid de la línea 9, y en coche el acceso es desde la salida 19 de la A-3. En los márgenes de la laguna se encuentra un centro de interpretación de la naturaleza, gestionado por la Comunidad de Madrid.